# Sport-Club Freiburg 1988-1989
Questa voce raccoglie le informazioni riguardanti lo Sport-Club Freiburg nelle competizioni ufficiali della stagione 1988-1989.

## Stagione
Nella stagione 1988-1989 il Friburgo, allenato da Jörg Berger, Fritz Fuchs e Uwe Ehret, concluse il campionato di 2. Bundesliga al 5º posto. In Coppa di Germania il Friburgo fu eliminato al primo turno dal Salmrohr.

## Rosa
| N. |                     | Ruolo | Calciatore         |
| -- | ------------------- | ----- | ------------------ |
|    | Germania (bandiera) | P     | Michael Haas       |
|    | Germania (bandiera) | P     | Klemens Hartenbach |
|    | Germania (bandiera) | D     | Rainer Bartels     |
|    | Germania (bandiera) | D     | Alfons Higl        |
|    | Germania (bandiera) | D     | Martin Krieg       |
|    | Germania (bandiera) | D     | Udo Lay            |
|    | Germania (bandiera) | D     | Rolf Maier         |
|    | Germania (bandiera) | D     | Reinhard Marsing   |
|    | Germania (bandiera) | D     | Uwe Staib          |
|    | Germania (bandiera) | C     | Roland Bernhard    |
|    | Germania (bandiera) | C     | Andreas Buck       |
|    | Germania (bandiera) | C     | Klaus Bury         |

| N. |                     | Ruolo | Calciatore        |
| -- | ------------------- | ----- | ----------------- |
|    | Germania (bandiera) | C     | Klaus Hermann     |
|    | Germania (bandiera) | C     | Mustafa Kurt      |
|    | Germania (bandiera) | C     | Michael Pfahler   |
|    | Germania (bandiera) | C     | Karl-Heinz Schulz |
|    | Germania (bandiera) | C     | Thomas Schweizer  |
|    | Germania (bandiera) | A     | Heiko Herrlich    |
|    | Germania (bandiera) | A     | Joachim Löw       |
|    | Polonia (bandiera)  | A     | Marek Majka       |
|    | Grecia (bandiera)   | A     | Dimitrios Moutas  |
|    | Germania (bandiera) | A     | Thomas Remark     |
|    | Germania (bandiera) | A     | Franz Weber       |

## Organigramma societario
Area tecnica
- Allenatore: Uwe Ehret
- Allenatore in seconda:
- Preparatore dei portieri:
- Preparatori atletici:

## Calciomercato

### Sessione estiva
| Acquisti | Acquisti         | Acquisti              | Acquisti |
| R.       | Nome             | da                    | Modalità |
| -------- | ---------------- | --------------------- | -------- |
| D        | Rainer Bartels   | Oldenburg             |          |
| C        | Andreas Buck     | VfL Kirchheim/Teck    |          |
| A        | Marek Majka      | Górnik Zabrze         |          |
| D        | Reinhard Marsing | TSV Vestenbergsgreuth |          |
| A        | Dimitrios Moutas | 1. FC Pforzheim       |          |
| C        | Michael Pfahler  | Eintracht Treviri     |          |

| Cessioni | Cessioni          | Cessioni         | Cessioni |
| R.       | Nome              | a                | Modalità |
| -------- | ----------------- | ---------------- | -------- |
| A        | Clemens Hoping    | Vorwärts Steyr   |          |
| C        | Maximilian Hauck  | Old Boys Basilea |          |
| C        | Jörg Jung         | Rheydter SV      |          |
| A        | Souleyman Sané    | Norimberga       |          |
| A        | Fred Schaub       | Admira/Wacker    |          |
| C        | Christian Streich | Homburg          |          |

### Sessione invernale
| Acquisti | Acquisti      | Acquisti  | Acquisti |
| R.       | Nome          | da        | Modalità |
| -------- | ------------- | --------- | -------- |
| A        | Thomas Remark | Wettingen |          |

| Cessioni | Cessioni | Cessioni | Cessioni |
| R.       | Nome     | a        | Modalità |
| -------- | -------- | -------- | -------- |

## Risultati

### 2. Bundesliga

#### Girone di andata
| Arbitro: | Albrecht |

|                                                   |           |                                       |
| Higl 24’ Majka 75’, 76’ Schweizer 79’ Hermann 87’ | Marcatori | 1’ Schäfer 4’ Chmielewski 74’ Laibach |

| Arbitro: | Fröhlich |

|                    |           |             |
| Haub 4’ Knecht 48’ | Marcatori | 44’ Hermann |

| Arbitro: | Matheis |

|                   |           |  |
| Majka 2’ Weber 8’ | Marcatori |  |

| Arbitro: | Kruse |

|              |           |                                          |
| Neidhart 82’ | Marcatori | 11’ Schweizer 47’, 60’ Majka 71’ Hermann |

| Arbitro: | Assenmacher |

|               |           |  |
| Kurt 57’, 75’ | Marcatori |  |

| Berlino 3 settembre 1988, ore 15:00 CEST 6ª giornata | Hertha Berlino | 0 – 0 referto | Friburgo | Stadio Olimpico (6 100 spett.)\| Arbitro: \| Kautschor \| |
| Arbitro:                                             | Kautschor      |               |          |                                                           |

| Arbitro: | Birlenbach |

|                    |           |                  |
| Lay 17’ Moutas 45’ | Marcatori | 76’ (rig.) Fuchs |

| Arbitro: | Berg |

|  |           |             |
|  | Marcatori | 73’ Hermann |

| Arbitro: | Mierswa |

|            |           |            |
| Moutas 88’ | Marcatori | 23’ Müller |

| Arbitro: | Brückner |

|                                     |           |                          |
| Wolff 65’ Gebhardt 87’ Staudner 90’ | Marcatori | 75’ Moutas 90’ Schweizer |

| Arbitro: | Bruch |

|           |           |            |
| Weber 20’ | Marcatori | 58’ Kügler |

| Arbitro: | Correll |

|                                        |           |                        |
| Müller 38’ Kapetanović 43’ Richter 65’ | Marcatori | 40’ Moutas 45’ Marsing |

| Arbitro: | Gochermann |

|               |           |             |
| Jurgeleit 29’ | Marcatori | 50’ Hermann |

| Arbitro: | Schmidt |

|                         |           |            |
| Higl 15’, 37’ Weber 68’ | Marcatori | 13’ Rusche |

| Arbitro: | Führer |

|                 |           |  |
| Higl 79’ (aut.) | Marcatori |  |

| Arbitro: | Strigel |

|                     |           |               |
| Lay 38’ Hermann 71’ | Marcatori | 17’ Marquardt |

| Arbitro: | Mölm |

|                                       |           |  |
| Demandt 20’, 22’ Schütz 21’ Loose 87’ | Marcatori |  |

| Arbitro: | Lehnardt |

|                        |           |  |
| Higl 46’ Kurt 65’, 70’ | Marcatori |  |

| Arbitro: | Prengel |

|             |           |           |
| Naumann 76’ | Marcatori | 58’ Majka |

#### Girone di ritorno
| Arbitro: | Harder |

|                                 |           |  |
| Helmig 6’ Pusch 47’ Dezelak 48’ | Marcatori |  |

| Arbitro: | Neumann |

|                            |           |            |
| Remark 30’, 57’ Moutas 64’ | Marcatori | 77’ Knecht |

| Arbitro: | Schneider |

|                             |           |             |
| Trares 21’ Weber 56’ (aut.) | Marcatori | 84’ Pfahler |

| Arbitro: | Merk |

|                                 |           |  |
| Moutas 30’ Higl 46’ Hermann 76’ | Marcatori |  |

| Arbitro: | Birlenbach |

|                       |           |  |
| Nushöhr 73’ Knoll 84’ | Marcatori |  |

| Arbitro: | Gochermann |

|            |           |           |
| Moutas 22’ | Marcatori | 88’ Gries |

| Arbitro: | Eli |

|            |           |               |
| Engels 17’ | Marcatori | 50’ Schweizer |

| Arbitro: | Holst |

|              |           |           |
| Schweizer 9’ | Marcatori | 66’ Römer |

| Arbitro: | Gangkofer |

|                          |           |           |
| Hönnscheidt 14’ Mähn 59’ | Marcatori | 54’ Majka |

| Arbitro: | Berg |

|                                |           |  |
| Remark 16’, 62’ Majka 59’, 73’ | Marcatori |  |

| Arbitro: | Retzmann |

|                |           |  |
| Kollenberg 50’ | Marcatori |  |

| Arbitro: | Prengel |

|                       |           |  |
| Lay 66’ Higl 76’, 78’ | Marcatori |  |

| Arbitro: | Lehnardt |

|            |           |  |
| Schulz 60’ | Marcatori |  |

| Arbitro: | Kentsch |

|                      |           |                                    |
| Myyry 60’ Rusche 80’ | Marcatori | 25’ (rig.) Löw 47’ Kurt 58’ Moutas |

| Arbitro: | Brückner |

|                          |           |                                      |
| Remark 8’ Löw 90’ (rig.) | Marcatori | 54’, 67’, 83’ Adler 60’ Schlumberger |

| Arbitro: | Fröhlich |

|                                                |           |                      |
| Edelmann 25’, 68’ Klinkert 32’ Anderbrügge 45’ | Marcatori | 30’ Majka 34’ Remark |

| Arbitro: | Birlenbach |

|            |           |                               |
| Remark 29’ | Marcatori | 22’, 75’ Demandt 44’ Backhaus |

| Arbitro: | Kentsch |

|             |           |                                       |
| Schacht 60’ | Marcatori | 19’ Weber 28’ Majka 68’ Higl 81’ Kurt |

| Arbitro: | Weber |

|                          |           |  |
| Remark 24’ Schweizer 34’ | Marcatori |  |

### Coppa di Germania
| Arbitro: | Bruch |

|                      |           |  |
| Plath 20’ Leuwer 90’ | Marcatori |  |

## Statistiche

### Statistiche di squadra
| Competizione      | Punti | In casa | In casa | In casa | In casa | In casa | In casa | In trasferta | In trasferta | In trasferta | In trasferta | In trasferta | In trasferta | Totale | Totale | Totale | Totale | Totale | Totale | DR  |
| Competizione      | Punti | G       | V       | N       | P       | Gf      | Gs      | G            | V            | N            | P            | Gf           | Gs           | G      | V      | N      | P      | Gf     | Gs     | DR  |
| ----------------- | ----- | ------- | ------- | ------- | ------- | ------- | ------- | ------------ | ------------ | ------------ | ------------ | ------------ | ------------ | ------ | ------ | ------ | ------ | ------ | ------ | --- |
| 2. Bundesliga     | 42    | 19      | 13      | 4       | 2       | 42      | 18      | 19           | 4            | 4            | 11           | 24           | 34           | 38     | 17     | 8      | 13     | 66     | 52     | +14 |
| Coppa di Germania | -     | 0       | 0       | 0       | 0       | 0       | 0       | 1            | 0            | 0            | 1            | 0            | 2            | 1      | 0      | 0      | 1      | 0      | 2      | -2  |
| Totale            | 42    | 19      | 13      | 4       | 2       | 42      | 18      | 20           | 4            | 4            | 12           | 24           | 36           | 39     | 17     | 8      | 14     | 66     | 54     | +12 |

### Andamento in campionato
| Giornata  | 1 | 2 | 3 | 4 | 5 | 6 | 7 | 8 | 9 | 10 | 11 | 12 | 13 | 14 | 15 | 16 | 17 | 18 | 19 | 20 | 21 | 22 | 23 | 24 | 25 | 26 | 27 | 28 | 29 | 30 | 31 | 32 | 33 | 34 | 35 | 36 | 37 | 38 |
| --------- | - | - | - | - | - | - | - | - | - | -- | -- | -- | -- | -- | -- | -- | -- | -- | -- | -- | -- | -- | -- | -- | -- | -- | -- | -- | -- | -- | -- | -- | -- | -- | -- | -- | -- | -- |
| Luogo     | C | T | C | T | C | T | C | T | C | T  | C  | T  | T  | C  | T  | C  | T  | C  | T  | T  | C  | T  | C  | T  | C  | T  | C  | T  | C  | T  | C  | C  | T  | C  | T  | C  | T  | C  |
| Risultato | V | P | V | V | V | N | V | V | N | P  | N  | P  | N  | V  | P  | V  | P  | V  | N  | P  | V  | P  | V  | P  | N  | N  | N  | P  | V  | P  | V  | V  | V  | P  | P  | P  | V  | V  |
| Posizione | 2 | 8 | 4 | 2 | 1 | 2 | 2 | 1 | 1 | 2  | 4  | 5  | 4  | 3  | 5  | 4  | 5  | 5  | 5  | 6  | 6  | 7  | 6  | 6  | 6  | 6  | 5  | 6  | 5  | 8  | 6  | 6  | 5  | 6  | 8  | 8  | 7  | 5  |

Legenda:

Luogo: C = Casa; T = Trasferta. Risultato: V = Vittoria; N = Pareggio; P = Sconfitta.

### Statistiche dei giocatori
| Giocatore     | 2. Bundesliga | 2. Bundesliga | 2. Bundesliga | 2. Bundesliga | Coppa di Germania | Coppa di Germania | Coppa di Germania | Coppa di Germania | Totale   | Totale | Totale      | Totale     |
| Giocatore     | Presenze      | Reti          | Ammonizioni   | Espulsioni    | Presenze          | Reti              | Ammonizioni       | Espulsioni        | Presenze | Reti   | Ammonizioni | Espulsioni |
| ------------- | ------------- | ------------- | ------------- | ------------- | ----------------- | ----------------- | ----------------- | ----------------- | -------- | ------ | ----------- | ---------- |
| R. Bartels    | 1             | 0             | 0             | 0             | 1                 | 0                 | 0                 | 0                 | 2        | 0      | 0           | 0          |
| R. Bernhard   | 10            | 0             | 0             | 0             | 0                 | 0                 | 0                 | 0                 | 10       | 0      | 0           | 0          |
| A. Buck       | 37            | 0             | 1             | 0             | 1                 | 0                 | 0                 | 0                 | 38       | 0      | 1           | 0          |
| K. Bury       | 1             | 0             | 0             | 0             | 0                 | 0                 | 0                 | 0                 | 1        | 0      | 0           | 0          |
| M. Haas       | 36            | 0             | 0             | 0             | 1                 | 0                 | 0                 | 0                 | 37       | 0      | 0           | 0          |
| K. Hartenbach | 4             | 0             | 0             | 0             | 0                 | 0                 | 0                 | 0                 | 4        | 0      | 0           | 0          |
| K. Hermann    | 29            | 7             | 3             | 1             | 1                 | 0                 | 0                 | 0                 | 30       | 7      | 3           | 1          |
| H. Herrlich   | 0             | 0             | 0             | 0             | 0                 | 0                 | 0                 | 0                 | 0        | 0      | 0           | 0          |
| A. Higl       | 36            | 8             | 6             | 1             | 1                 | 0                 | 0                 | 0                 | 37       | 8      | 6           | 1          |
| C. Hoping     | 5             | 0             | 1             | 0             | 1                 | 0                 | 0                 | 0                 | 6        | 0      | 1           | 0          |
| M. Krieg      | 7             | 0             | 1             | 0             | 0                 | 0                 | 0                 | 0                 | 7        | 0      | 1           | 0          |
| M. Kurt       | 18            | 6             | 3             | 0             | 0                 | 0                 | 0                 | 0                 | 18       | 6      | 3           | 0          |
| U. Lay        | 34            | 3             | 13            | 0             | 1                 | 0                 | 1                 | 0                 | 35       | 3      | 14          | 0          |
| J. Löw        | 22            | 2             | 3             | 0             | 0                 | 0                 | 0                 | 0                 | 22       | 2      | 3           | 0          |
| R. Maier      | 23            | 0             | 9             | 0             | 0                 | 0                 | 0                 | 0                 | 23       | 0      | 9           | 0          |
| M. Majka      | 33            | 11            | 3             | 0             | 1                 | 0                 | 0                 | 0                 | 34       | 11     | 3           | 0          |
| R. Marsing    | 15            | 1             | 0             | 0             | 1                 | 0                 | 0                 | 0                 | 16       | 1      | 0           | 0          |
| D. Moutas     | 31            | 8             | 5             | 1             | 1                 | 0                 | 0                 | 0                 | 32       | 8      | 5           | 1          |
| M. Pfahler    | 28            | 1             | 1             | 0             | 1                 | 0                 | 0                 | 0                 | 29       | 1      | 1           | 0          |
| T. Remark     | 19            | 8             | 3             | 0             | 0                 | 0                 | 0                 | 0                 | 19       | 8      | 3           | 0          |
| K. Schulz     | 32            | 1             | 11            | 0             | 0                 | 0                 | 0                 | 0                 | 32       | 1      | 11          | 0          |
| T. Schweizer  | 31            | 6             | 2             | 0             | 1                 | 0                 | 0                 | 0                 | 32       | 6      | 2           | 0          |
| U. Staib      | 3             | 0             | 0             | 0             | 0                 | 0                 | 0                 | 0                 | 3        | 0      | 0           | 0          |
| F. Weber      | 37            | 4             | 1             | 0             | 1                 | 0                 | 0                 | 0                 | 38       | 4      | 1           | 0          |